# Mogelsberg
Mogelsberg, schweizerdeutsch Mogelsberg oder Mogelschberg, ist eine Ortschaft und eine ehemalige politische Gemeinde im Bezirk Untertoggenburg und seit 2003 im Wahlkreis Toggenburg des Kantons St. Gallen in der Schweiz. Seit 2009 bildet Mogelsberg zusammen mit Brunnadern und St. Peterzell die Gemeinde Neckertal. Im Dorfkern und den umliegenden Neubaugebieten leben rund 830 Einwohnerinnen und Einwohner.

## Geographie

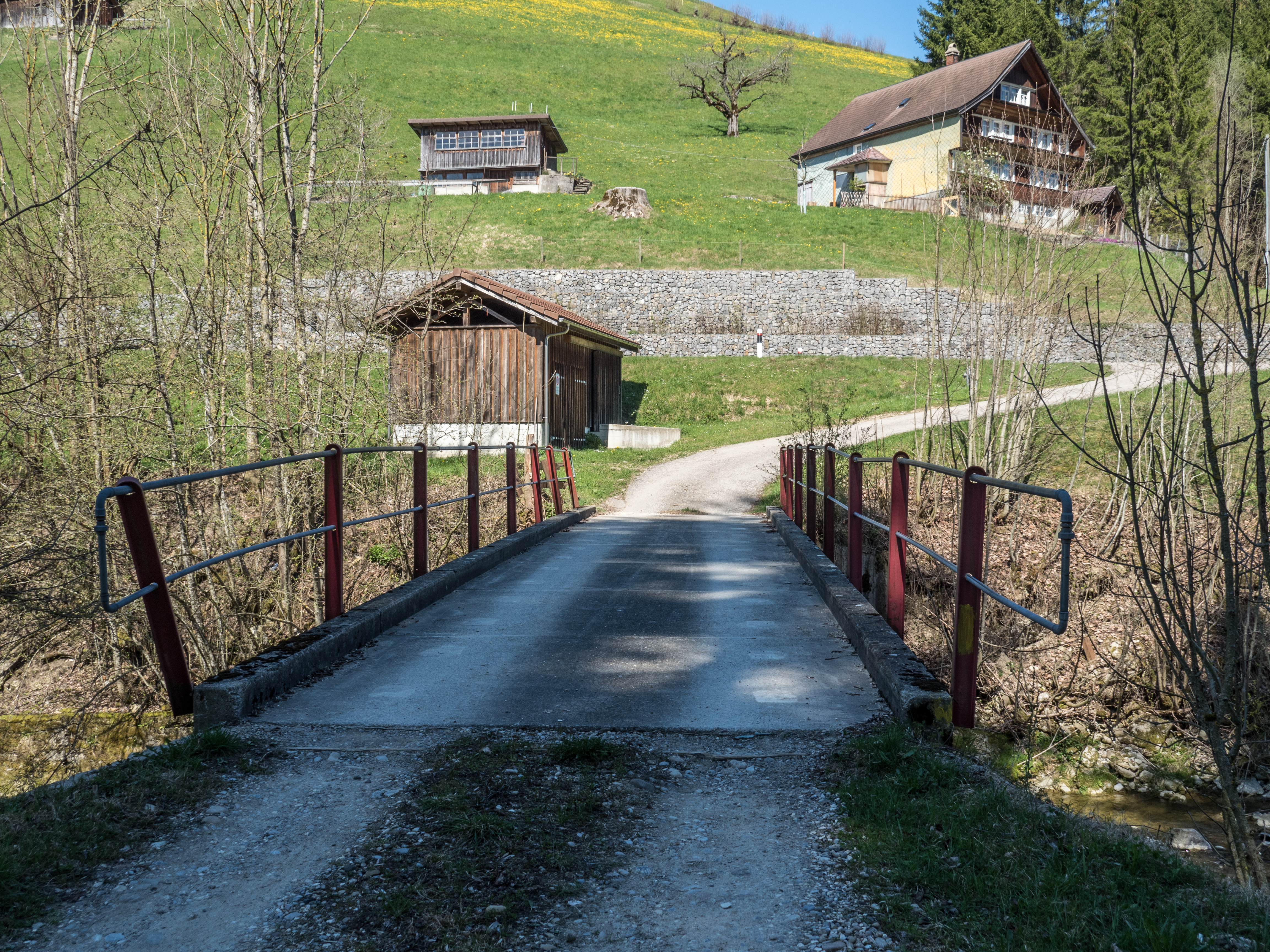
Das Gebiet der ehemaligen Gemeinde ist von zahlreichen Tälern durchzogen. Freudental-Brücke über den Necker.

Mogelsberg liegt im Neckertal oberhalb des Flusses Necker. Das Dorf Mogelsberg liegt auf einer Höhe von 755 m ü. M. und wird von der Linie St. Gallen–Wattwil der Südostbahn in einer Schlaufe umfahren. Der tiefste Punkt der Gemeinde befand sich am Fluss Necker mit 600 m ü. M., der höchste Punkt auf der Wilkethöhe bei 1175 m ü. M. 
Zur Gemeinde Mogelsberg gehörten die Ortschaften Mogelsberg, Dicken – wobei ein Teil von Dicken auf St. Peterzeller Gemeindegebiet lag –, Necker, Nassen, Hoffeld und Ebersol, die Siedlungen Dieselbach, Hofstetten, Furt und Wolfensberg sowie weitere Weiler und Einzelhöfe. Wolfensberg liegt unweit von Degersheim und ist hauptsächlich dorthin orientiert. Mogelsberg verfügte für St. Galler Verhältnisse über eine überdurchschnittlich grosse Gemeindefläche, die von Tälern durchzogen ist, und wies ein Strassennetz von über 200 Kilometern auf. Die Gemeinde hatte acht Postleitzahlen und mehrere Primarschulen.
Die Nachbargemeinden von Mogelsberg waren Degersheim, Schwellbrunn, St. Peterzell, Hemberg, Brunnadern, Oberhelfenschwil, Ganterschwil und Lütisburg.

## Geschichte

Luftbild von Werner Friedli aus dem Jahr 1947

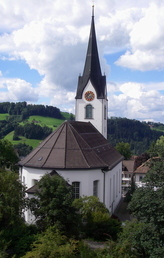
Paritätische Kirche Mogelsberg

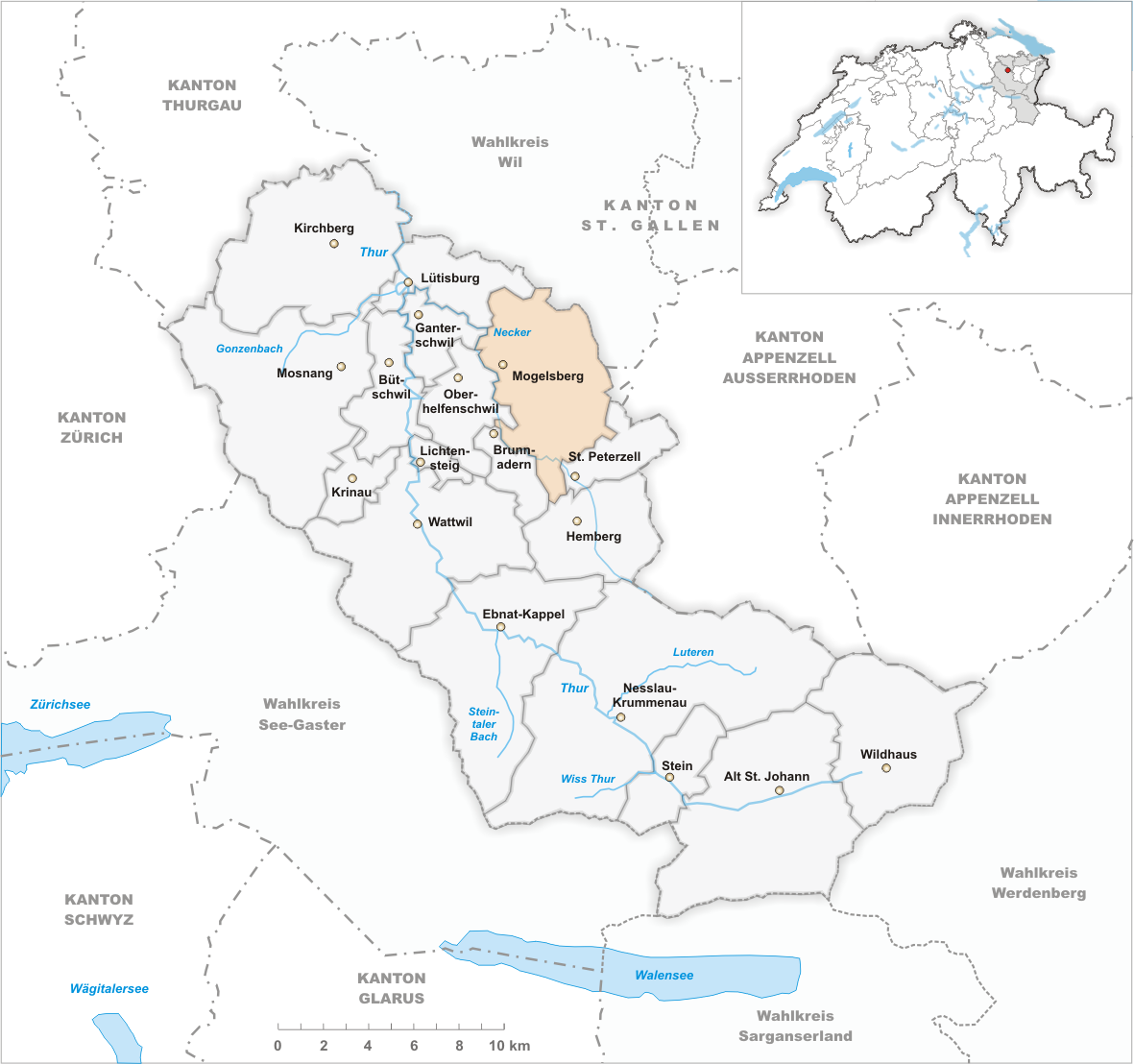
Gemeindestand vor der Fusion im Jahr 2009

Mogelsberg wurde erstmals 1152 unter dem Namen Magoldesberch urkundlich erwähnt. Der Ortsname leitet sich von einer Geländeerhebung einer Person namens Magold her.
Grundbesitzer waren die Abteien St. Gallen, Magdenau und vor allem St. Johann. Die 1242 erwähnten Herren von Mogelsberg, Ministerialen der Toggenburger und des Klosters St. Gallen, sind später weggezogen. St. Johann besass das Patronatsrecht der 1275 erwähnten und ursprünglich St. Nikolaus geweihten Kirche. Die Grafen von Toggenburg, die im 14. Jahrhundert Mogelsberg als ihr Eigen betrachteten, verdrängten die Abtei St. Johann. Nachdem die männliche Linie der Toggenburger 1436 erloschen war, liess sich einer der Erben, Hildebrand von Raron, 1459 in Mogelsberg begraben. Mogelsberg bildete mit umliegenden Orten ein Niedergericht. Die nordöstlich gelegenen Höfe, u. a. Dieselbach, gehörten zum Gericht Magdenau. 1468 kam Mogelsberg als Teil der Landvogtei Toggenburg unter die Fürstabtei St. Gallen. Im 17. Jahrhundert wütete mehrmals die Pest im Dorf. 1798 bis 1803 gehörte Mogelsberg zum Kanton Säntis.
Eine Urkunde aus dem Jahr 1178 spricht von der Mutterkirche zu Mogelsberg. 1528 trat im Zuge der reformatorischen Bewegung beinahe die gesamte Mogelsberger Bevölkerung zum evangelischen Glauben über. Nach der Reformation wurden bis 1567 nur reformierte Gottesdienste gehalten. Die seit 1567 paritätische Kirche wich 1810 einem Neubau, der 1932 und 1992 renoviert wurde. 2000 waren 52 % der Einwohner reformiert und 32 % katholisch. Die beiden Konfessionen leben eine starke Ökumene und verwalten die Jakobuskirche paritätisch.
1224 soll sich in Ebersol ein Heilbad befunden haben. In der Landwirtschaft herrschte Getreidebau vor mit Mühlen an der Aach, bei Hoffeld und Furth. Ab dem 18. Jahrhundert wurde in den Häusern Baumwolle verarbeitet. Um 1850 entstanden in Necker, Furth und Dicken Stickereifabriken; 1890 verzeichnete die Gemeinde an die 450 Stickmaschinen. Zugleich verdrängte die Vieh- und Milchwirtschaft den Ackerbau. Nach 1810 wurde mit dem Bau eines Strassennetzes begonnen. 1910 wurde die «Darlehenskasse» gegründet, die heutige Raiffeisenbank. Im selben Jahr fuhr zum ersten Mal die Bodensee-Toggenburg-Bahn (BT) von St. Gallen nach Wattwil. Mit dem Anschluss an die Eisenbahn entwickelte sich Mogelsberg zum Wander- und Luftkurort. An die Stelle der Textilindustrie trat nach 1918 mittelständisches Gewerbe. Die 1865 errichtete Sekundarschule in Necker wird seit 1920 mit den Nachbargemeinden geführt. Nach dem Zweiten Weltkrieg ging der Tourismus stark zurück. Mit dem Bau eines Sport- und Ferienzentrums 1984 versuchte Mogelsberg den Tourismus wieder zu beleben. Der Erfolg blieb jedoch aus, und das Resort Hotel mit dem Sportzentrum musste 2009 geschlossen werden.
Mogelsberg war bis zum 31. Dezember 2008 eine eigenständige politische Gemeinde. In der Abstimmung vom 21. Oktober 2007 stimmten die Einwohner von Mogelsberg für eine Fusion mit Brunnadern und St. Peterzell zur neuen Gemeinde Neckertal per 1. Januar 2009.

## Bevölkerung
| Jahr      | 1831  | 1850  | 1888  | 1900  | 1941  | 1950  | 1980  | 2000  | 31. Dez. 2007 |
| Einwohner | 2669  | 2841  | 3097  | 2777  | 2315  | 2485  | 1809  | 2261  | 2203          |
| Quelle    | [ 4 ] | [ 4 ] | [ 4 ] | [ 4 ] | [ 4 ] | [ 4 ] | [ 4 ] | [ 4 ] |               |

## Sehenswürdigkeiten

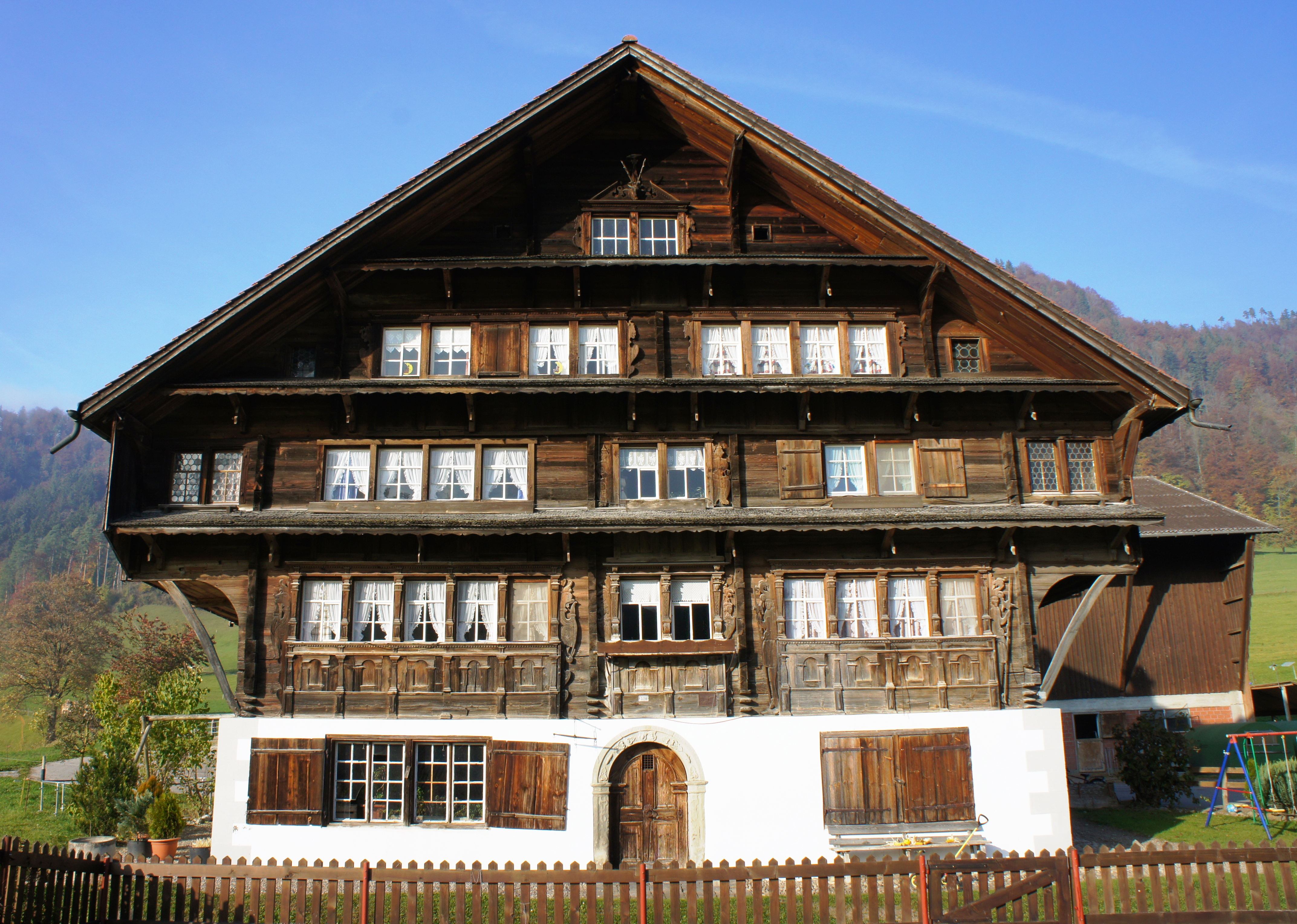
Haus Näf in der Furt auf Mogelsberger Gemeindegebiet

Die paritätische Kirche St. Jakobus, das Gasthaus Rössli, die Holzbrücke Anzenwil und das Haus Näf sind in der Liste der Kulturgüter in Neckertal aufgeführt. Mogelsberg ist im Inventar der schützenswerten Ortsbilder der Schweiz aufgelistet.
Die 1810 erbaute paritätische Kirche in der Dorfmitte gehört zum Typus des spätbarocken Predigtsaals mit nüchterner Raumhülle. Die Renovation 1992 brachte viel Licht in das Gotteshaus. Der Chorraum weist einen Hochaltar und zwei Seitenaltäre auf.
Das neben der Kirche gelegene, von Johann Jakob Haltiner erbaute Gasthaus Rössli ist ein Strickbau des 18. Jahrhunderts mit Mansarddach und geschweiftem Quergiebel.
Im Weiler Hofstetten gibt es eine Gruppe von Strickbauten aus dem 17. Jahrhundert.
Der 2018 eröffnete Baumwipfelpfad Neckertal führt über 500 Meter durch die Baumkronen eines vielfältigen Waldes. Die Zahl der Besucher übertraf alle Erwartungen.

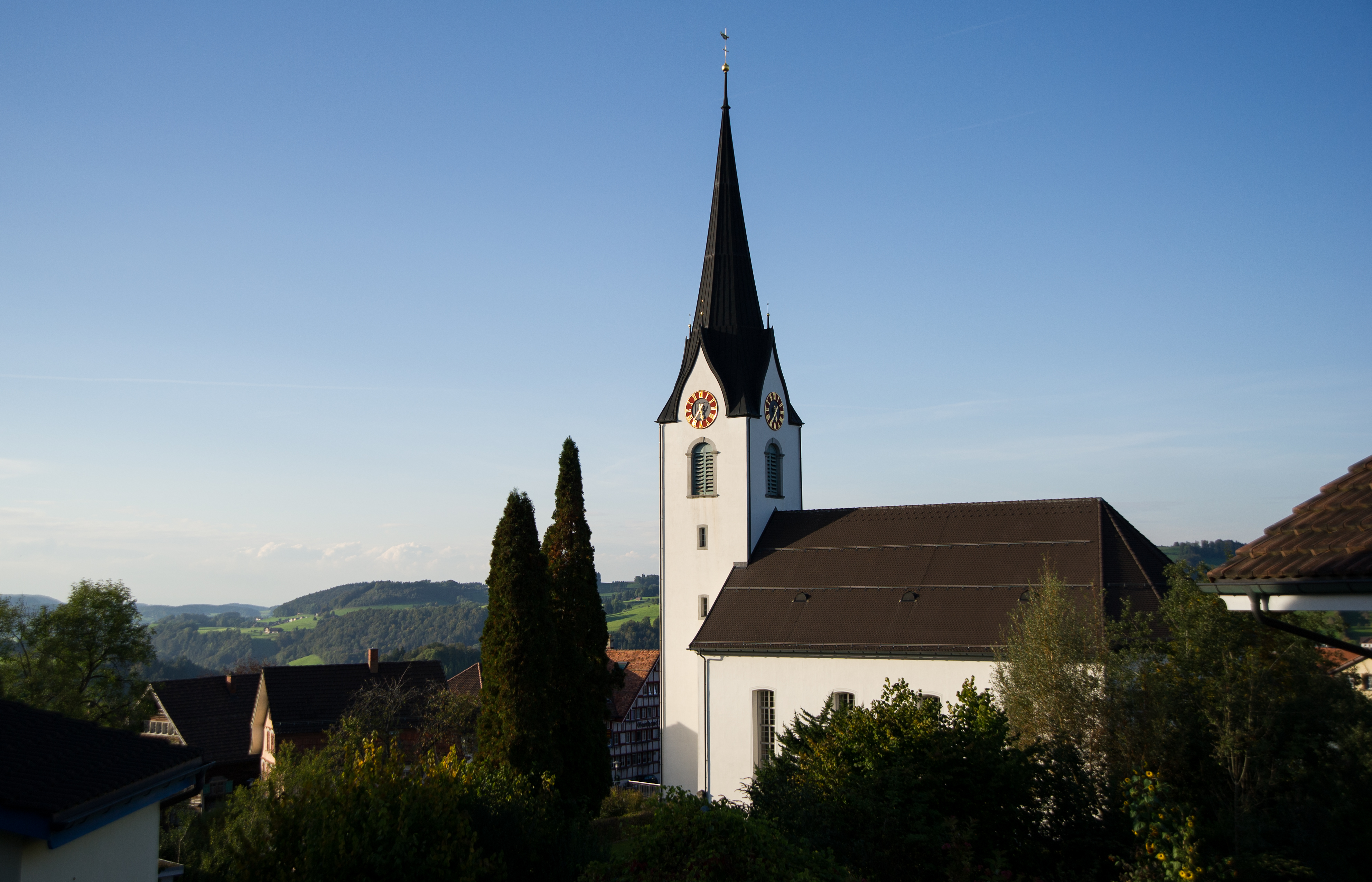
Paritätische Kirche
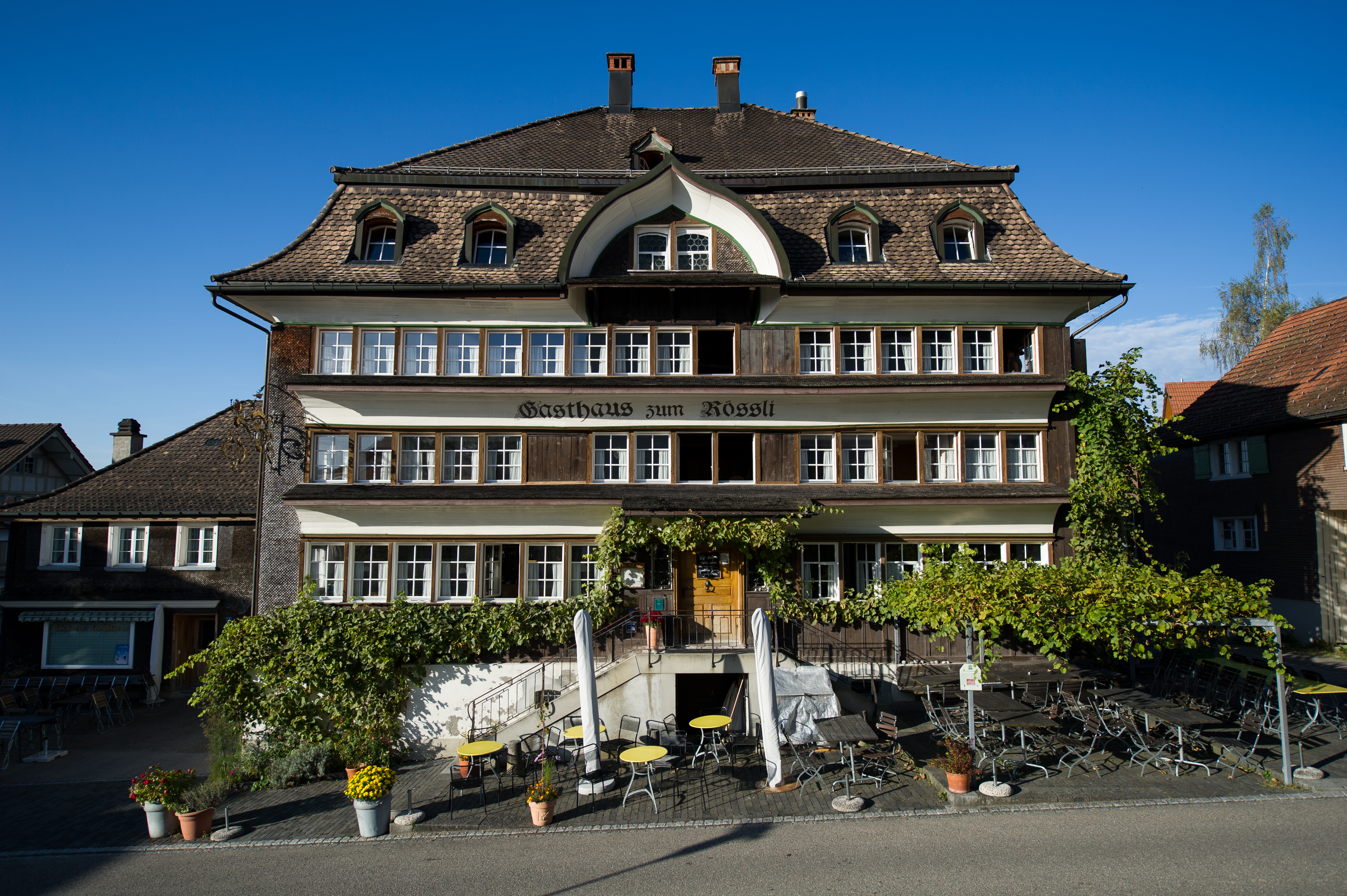
Gasthaus Rössli
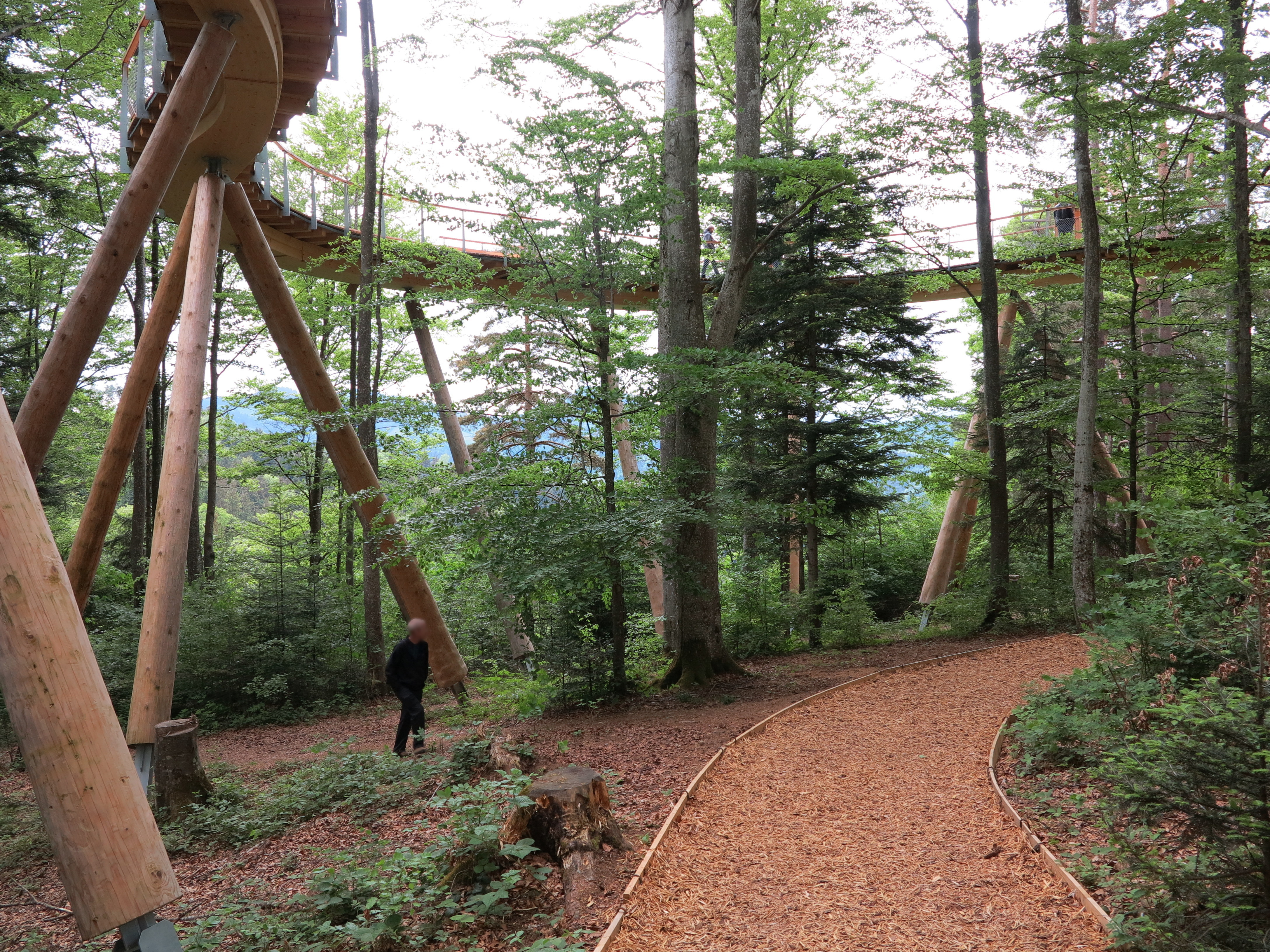
Baumwipfelpfad
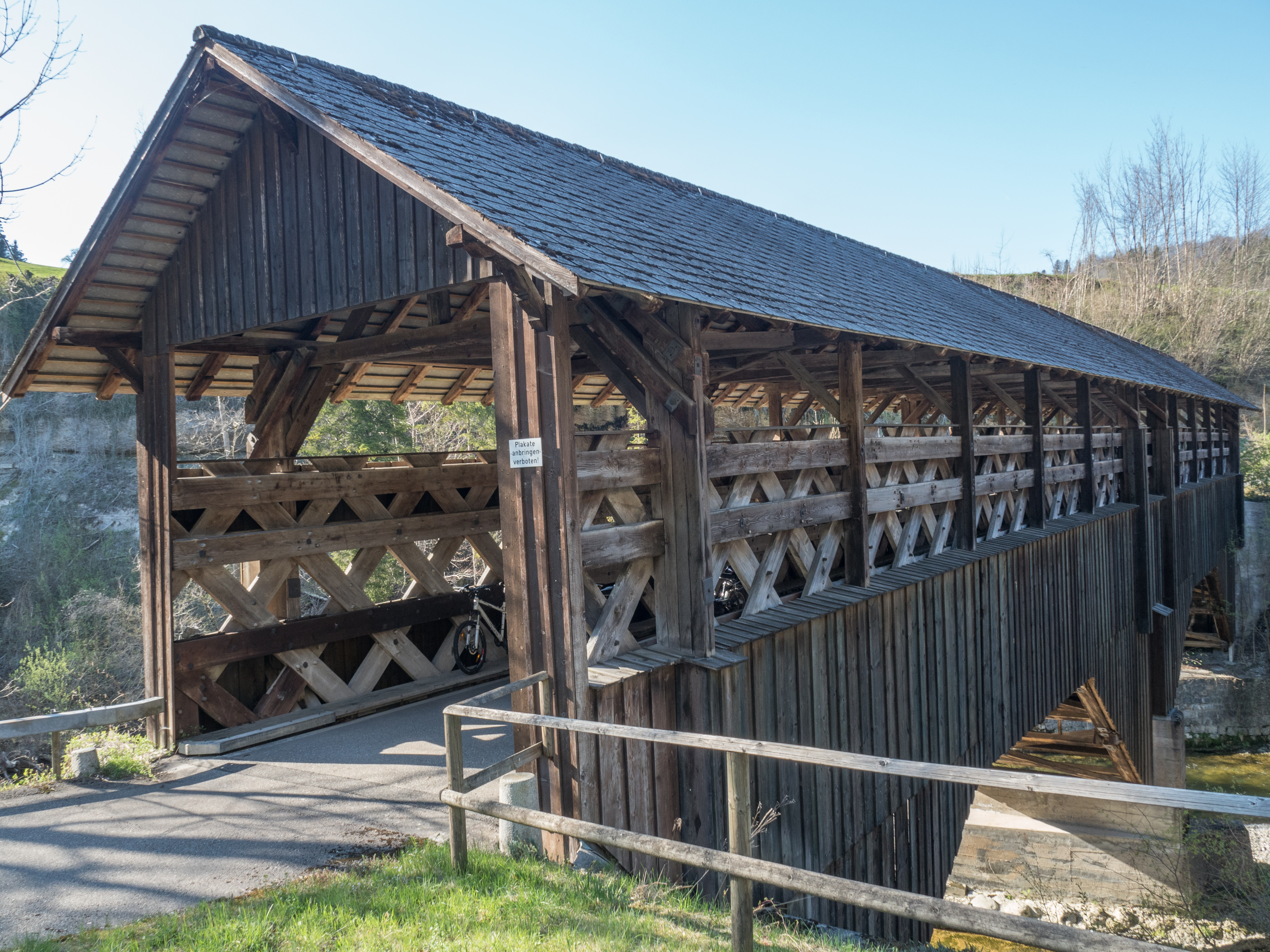
Holzbrücke Anzenwil

## Wirtschaft und Verkehr

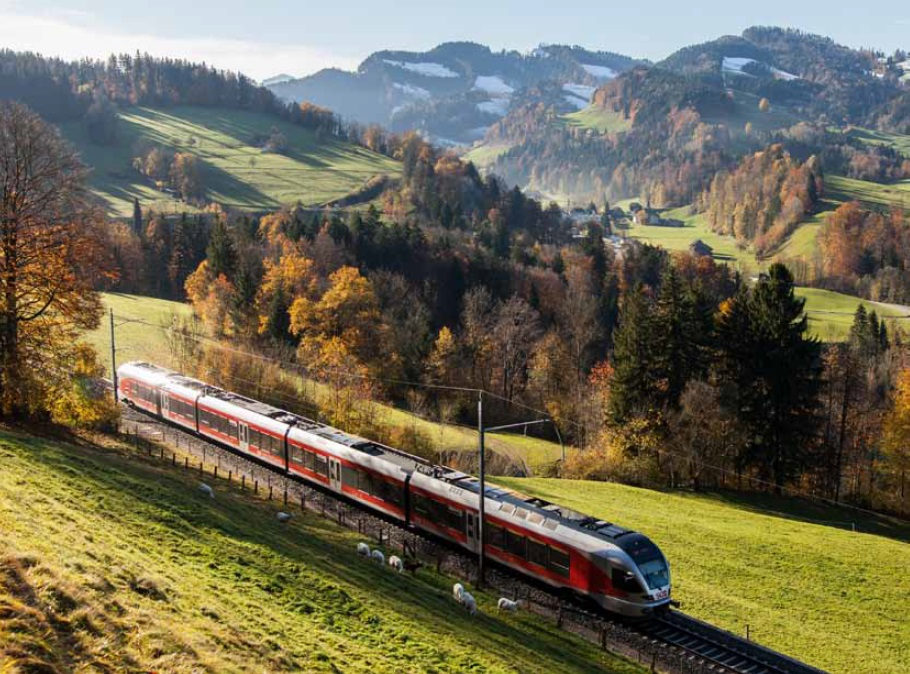
S4 der Südostbahn bei Mogelsberg

2001 zählte Mogelsberg rund 110 Landwirtschaftsbetriebe sowie 100 kleinere Gewerbebetriebe.
Mogelsberg hat einen Bahnhof an der Strecke St. Gallen–Wattwil der Schweizerischen Südostbahn. Die Bedienung durch die S2 und S4 der S-Bahn St. Gallen ergibt einen Halbstundentakt. Strassenverbindungen bestehen nach Degersheim, Necker und Ebersol.

## Söhne und Töchter der Gemeinde
- Philipp Müller (* 1952), Politiker (FDP)